# NGC 5143
NGC 5143 este o galaxie spirală situată în constelația Câinii de Vânătoare. A fost descoperită în 17 aprilie 1855 de către William Parsons, 3rd Earl of Rosse⁠(d).